# Aleksejs Loskutovs
Aleksejs Loskutovs (ros. Алексей Геннадьевич Лоскутов, trb. Aleksiej Giennadjewicz Łoskutow; ur. 22 sierpnia 1962 w Rydze) – łotewski prawnik i polityk rosyjskiego pochodzenia, były szef Biura Przeciwdziałania i Zwalczania Korupcji (KNAB), od 2010 do 2018 poseł na Sejm Republiki Łotewskiej, deputowany do Parlamentu Europejskiego VIII kadencji.

## Życiorys
Kształcił się w szkole średniej nr 21 w Rydze. W 1984 ukończył z wyróżnieniem studia prawnicze na Uniwersytecie Łotwy. Następnie zaś studiował w szkole prawniczej Ministerstwa Spraw Wewnętrznych Rosyjskiej Federacyjnej Socjalistycznej Republiki Radzieckiej, uzyskując stopień kandydata nauk prawnych (nostryfikowany w 1993 na Łotwie jako doktorat). W latach 1992–1993 odbył studia magisterskie na Uniwersytecie Helsińskim.
W 1984 podjął pracę w ryskiej prokuraturze, pracował także w Ministerstwie Spraw Wewnętrznych Łotewskiej SRR. W latach 1993–1997 był zatrudniony jako główny kryminolog w łotewskim centrum badań kryminologicznych, zaś od 1991 do 2003 jako asystent oraz profesor w Łotewskiej Akademii Policyjnej. W 2001 przez krótki okres był profesorem w Baltijas Krievu institūts, rosyjskojęzycznej instytucji oświatowej. W 2003 podjął pracę w antykorupcyjnym biurze KNAB, został także profesorem na Uniwersytecie Dyneburskim. Od 2004 do 2008 pełnił funkcję szefa KNAB. Musiał opuścić stanowisko na mocy decyzji premiera Ivarsa Godmanisa, którą następnie administracyjny sąd okręgowy w Rydze uznał za bezprawną.
W 2008 w ramach protestu przeciwko odwołaniu zaangażował się w działalność partyjną, przystępując do Stowarzyszenia na rzecz Innej Polityki, które dwa lata później znalazło się w szerokiej koalicji prawicowej pod nazwą Jedność. Aleksejs Loskutovs był wybierany z ramienia Jedności do Sejmu X, XI i XII kadencji. W wyborach w 2014 ubiegał się bezskutecznie o mandat europosła. W 2017 odszedł z Jedności, przyłączając się do nowej liberalnej inicjatywy Ruch Za!, jednak w następnym roku ją opuścił. W wyborach w 2018 kandydował ponownie z listy Jedności, jednak nie uzyskał reelekcji do Sejmu XIII kadencji.
W styczniu 2019 objął wakujący mandat europosła VIII kadencji, który wykonywał do końca kadencji w tym samym roku.
Żonaty, ma czwórkę dzieci. Urodził się w rodzinie rosyjskiej, jednak sam oświadczył, że ma wielki problem z identyfikacją narodową. W paszporcie zapisany jest jako Łotysz. Deklaruje wiarę prawosławną.